# Золотая карета (Лихтенштейн)
Золотая карета князя Йозефа Венцеля Лихтенштейна — изысканный экипаж в стиле рококо, заказанный в 1738 году князем Лихтенштейнским в Париже у Николя Пино. Входит в коллекцию Лихтенштейнов, выставленную в Вене в так называемом Садовом дворце.
Йозеф Венцель I, 4-й князь Лихтенштейн был страстным поклонником французского искусства, несколько лет являлся послом Габсбургов в Париже. Как и его предки, занимался пополнением семейного художественного собрания, покупая для него преимущественно французскую живопись, книги и предметы прикладного искусства. В 1738 году в Париже у Николя Пино он заказал для себя «Золотую карету» — изысканную повозку в стиле рококо. Этот же мастер позже выполнит парадную карету для российской императрицы Елизаветы Петровны (в настоящее время хранится в музее Московского Кремля).
Авторы альбома картин из собрания Лихтенштейнов считают золотую карету самым совершенным средством передвижения своего времени.